# گیلت
شرکت خودروسازی گیلت (انگلیسی: Gillet) شرکت خودروسازی بلژیکی است، که در سال ۱۹۹۲ تأسیس شد.